# Gerobatrachus
 Gerobatrachus  ist eine Gattung kleiner ausgestorbener Landwirbeltiere aus der Gruppe der Temnospondylen, die vor rund 290 Millionen Jahren im Sakmarium (frühes Perm) von Nordamerika lebte. Die einzige, im Jahr 2008 beschriebene Art ist die elf Zentimeter lange Typusart G. hottoni.
Der Gattungsname des Fossils ist abgeleitet vom griechischen geros (= uralt) und batrachus (= Frosch). Das Art-Epitheton ehrt Nicholas Hotton, einen verstorbenen Wirbeltierpaläontologen des Naturhistorischen Museums.
Die anatomischen Merkmale von Gerobatrachus deuten der Erstbeschreibung einer Forschergruppe der University of Calgary zufolge darauf hin, dass dieses Tier dem gemeinsamen Vorfahren der Froschlurche und der Schwanzlurche nahestand. Vor allem an Schädel, Wirbeln und Zähnen fand sich eine Mischung von Frosch- und Salamandermerkmalen („Mosaikform“). Anhand der anatomischen Befunde wird die Trennung der Entwicklungslinien beider Gruppen auf die Zeit vor 275 bis 240 Millionen Jahren bestimmt. Mit Hilfe der sogenannten molekularen Uhr war der letzte gemeinsame Vorfahr der beiden Linien bislang auf die Zeit vor 300 Millionen Jahren (spätes Karbon) datiert worden.
Das Typusexemplar von G. hottoni wurde 1995 von Peter Kroehler, einem wissenschaftlichen Assistenten für Wirbeltierpaläontologie am National Museum of Natural History der Smithsonian Institution (Washington D. C.), in Baylor County, Texas entdeckt; und wird unter der Sammlungsnummer: USNM 489135 im Naturhistorischen Museum in Washington aufbewahrt.

## Belege
1. ↑   Jason S. Anderson et al.: A stem batrachian from the Early Permian of Texas and the origin of frogs and salamanders. In: Nature. Band 453, 2008, S. 515–518. doi:10.1038/nature06865